# キッティタス郡 (ワシントン州)
キッティタス郡（英: Kittitas County、[ˈkɪtɪtæs]）は、アメリカ合衆国ワシントン州の中央部に位置する郡である。2010年国勢調査での人口は40,915人である。郡庁所在地はエレンズバーグであり、郡内では人口最大の都市である（人口18,250人）。
郡名はインディアンのキッティタス語から採られたが、様々な解釈がある。ある史料では、「『白いチョーク』から『頁岩』、『砂州の人々』、『豊富な土地』まであらゆるものを意味すると言われてきた。人類学者や歴史家の多くはそれぞれの解釈が特定の方言では妥当性があることを認めている」ことになっている。
キッティタス郡は1883年11月24日にヤキマ郡から分離設立された。

## 地理
アメリカ合衆国国勢調査局に拠れば、郡域全面積は2,333平方マイル (6,042.4 km2)であり、このうち陸地は2,29764平方マイル (5,949.2  km2)、水域は36平方マイル (93.2 km2)で水域率は1.54%である。郡内の最高地点は海抜7,959フィート (2,426 m) のダニエル山である。

### 特徴的な地形

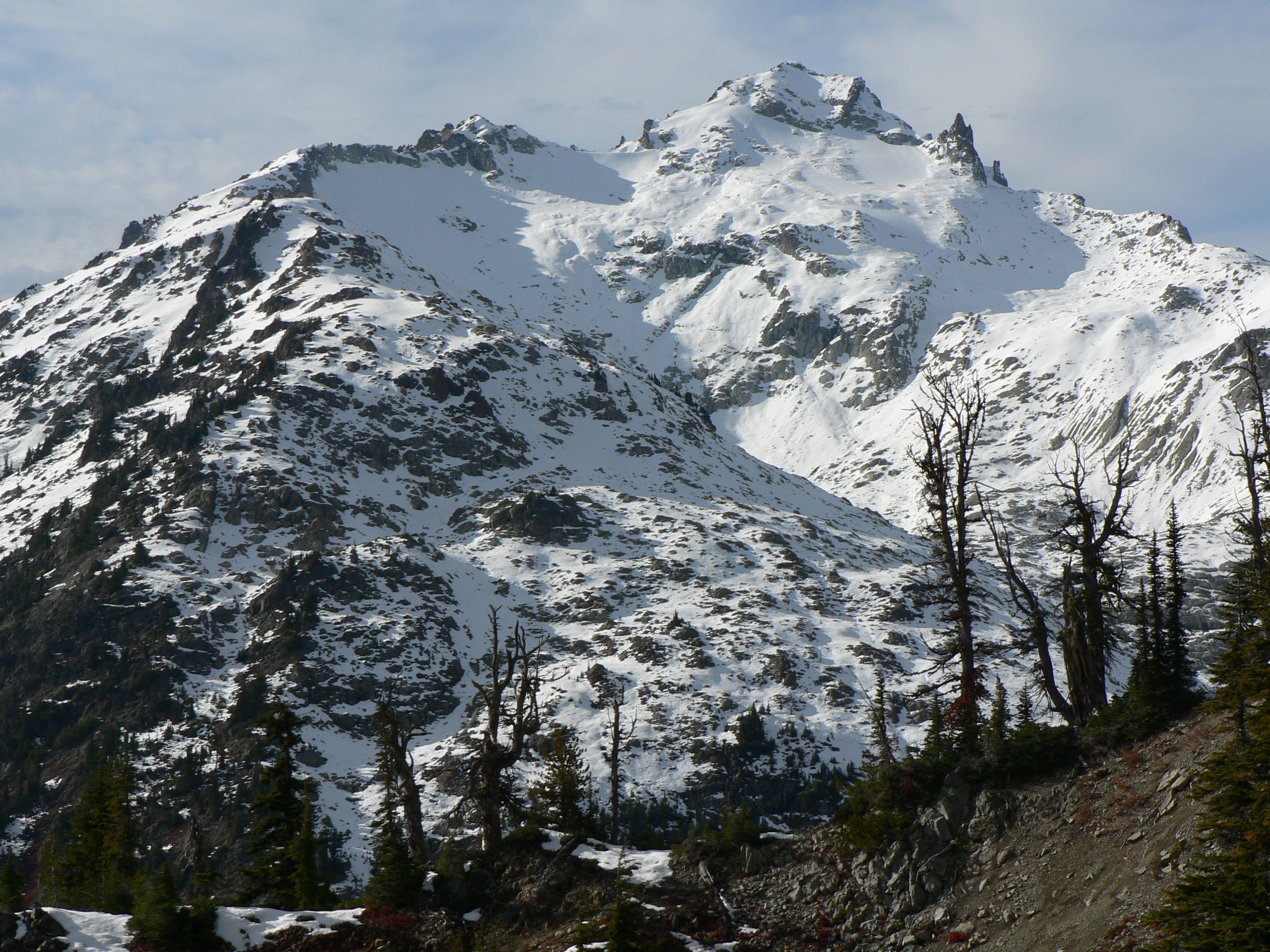
ダニエル山

- カスケード山脈
- コロンビア川
- マナスタッシュ山脈
- ウェナッチー山脈
- ヤキマ・キャニオン

### 主要高規格道路
- 州間高速道路82号線
- 州間高速道路90号線
- アメリカ国道97号線

### 隣接する郡
- シェラン郡 - 北
- ダグラス郡 - 北東
- グラント郡 - 東
- ヤキマ郡 - 南
- ピアース郡 - 西
- キング郡 - 北西

### 国立保護地域
- スノクァルミー国立の森（部分）
- ウェナッチー国立の森（部分）

## 人口動態
以下は2000年国勢調査による人口統計データである。

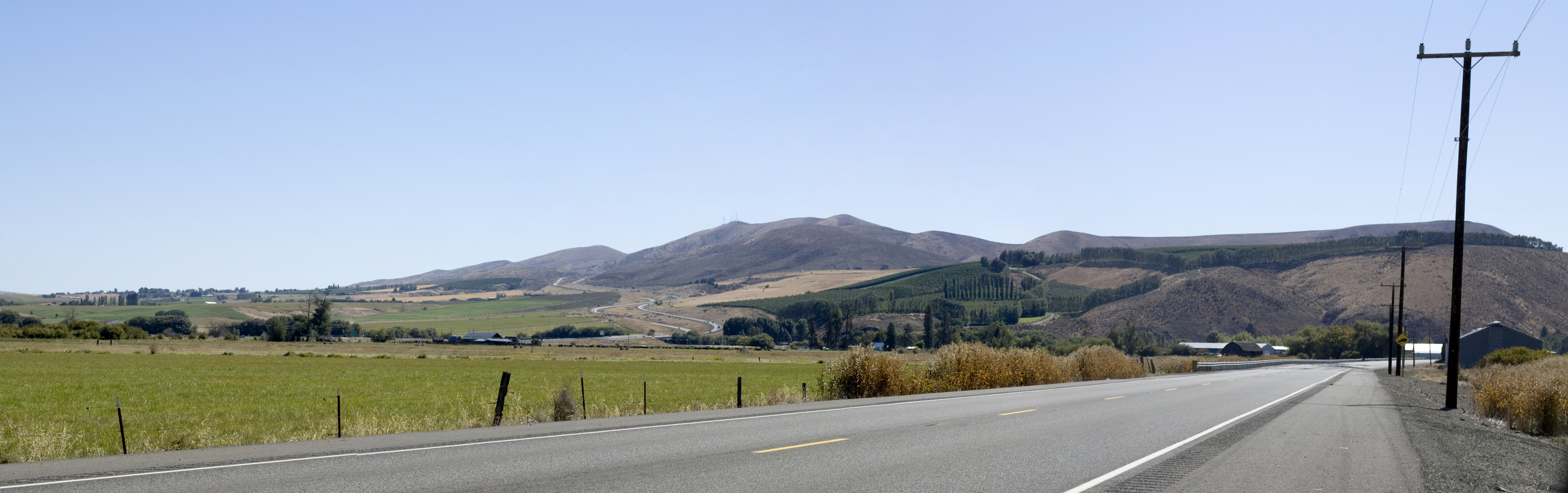
エレンズバーグ近くの灌漑が施された丘陵

| 基礎データ - 人口: 33,362人 - 世帯数: 13,382 世帯 - 家族数: 7,788 家族 - 人口密度: 6人/km2（14人/mi2） - 住居数: 16,475軒 - 住居密度: 3軒/km2（7/mi2） 人種別人口構成 - 白人: 91.77% - アフリカン・アメリカン: 0.71%% - ネイティブ・アメリカン: 0.91% - アジア人: 2.19% - 太平洋諸島系: 0.15% - その他の人種: 2.30% - 混血: 1.97% - ヒスパニック・ラテン系: 5.00% 先祖による構成 - ドイツ系：19.4% - イギリス系：11.7% - アイルランド系：9.0% - アメリカ人：7.8% - ノルウェー系：6.6% 第一言語による構成 - 英語：93.2 - スペイン語：4.5% | 年齢別人口構成 - 18歳未満: 20.6% - 18-24歳: 21.6% - 25-44歳: 24.6% - 45-64歳: 21.6% - 65歳以上: 11.6% - 年齢の中央値: 31歳 - 性比（女性100人あたり男性の人口） - 総人口: 98.7 - 18歳以上: 97.2 世帯と家族（対世帯数） - 18歳未満の子供がいる: 26.2% - 結婚・同居している夫婦: 47.8% - 未婚・離婚・死別女性が世帯主: 7.2% - 非家族世帯: 41.8% - 単身世帯: 28.4% - 65歳以上の老人1人暮らし: 8.6% - 平均構成人数 - 世帯: 2.33人 - 家族: 2.90人 収入と家計 - 収入の中央値 - 世帯: 32,546米ドル - 家族: 46,057米ドル - 性別 - 男性: 36,257米ドル - 女性: 25,640米ドル - 人口1人あたり収入: 189,928米ドル - 貧困線以下 - 対人口: 19.6% - 対家族数: 10.5% - 18歳未満: 15.6% - 65歳以上: 8.2% |

## 植物相と動物相
キッティタス郡には様々な植物と動物の種がいる。これには多様な草、ハーブ、樹木、鳥類、哺乳類および両生類が含まれている。「オリゾプシス」（Oryzopsis）と呼ばれるライスグラス（イネ科）の種はこの郡で最も初期に分類された草の一種である。両生類の中にはカスケードカエルやラフスキンドイモリがおり、特にラフスキンドイモリはアメリカ極西部では通常に見られる分類である。郡内のイモリには幼形成熟の例が見つかっている。

## 都市と町
- エレンズバーグ - 郡庁所在地
- クレエラム
- イーストン
- キッティタス
- ロナルド
- ロスリン
- スノクァルミーパス
- サウスクレエラム
- ソープ
- バンテージ

## その他の町
- ドリス
- リバティ
- ロックリン
- サンカディア
- ティアナウェイ
- スロール

## 姉妹都市
キッティタス郡は日本の兵庫県三田市と姉妹都市提携を結んでいる。郡内の特定の自治体ではなく、郡全体が三田市の姉妹都市となっている。